# Bonemerse
Bonemerse é uma comuna italiana da região da Lombardia, província de Cremona, com cerca de 1.104 habitantes. Estende-se por uma área de 5 km², tendo uma densidade populacional de 221 hab/km². Faz fronteira com Cremona, Malagnino, Pieve d'Olmi, Stagno Lombardo.

## Demografia
| Variação demográfica do município entre 1861 e 2011                               |
|                                                                                   |
| Fonte: Istituto Nazionale di Statistica (ISTAT) - Elaboração gráfica da Wikipedia |